# NGC 7183
NGC 7183 ist eine Spiralgalaxie vom Hubble-Typ Sa/P im Sternbild Wassermann am Südsternhimmel. Sie ist schätzungsweise 122 Millionen Lichtjahre von der Milchstraße entfernt.
Das Objekt wurde am 23. September 1786 von William Herschel entdeckt.